# Liste der Einträge im National Register of Historic Places im Ector County
Die Liste der Registered Historic Places im Ector County führt alle Bauwerke und historischen Stätten im texanischen Ector County auf, die in das National Register of Historic Places aufgenommen wurden.

## Aktuelle Einträge
| Lfd. Nr. | Name im NRHP     | Bild | Datum der Eintragung | Adresse/Lage      | Ort    | NRHP-ID  | Beschreibung |
| -------- | ---------------- | ---- | -------------------- | ----------------- | ------ | -------- | ------------ |
| 1        | White-Pool House |      | 8. Jan. 1980         | 112 E. Murphy St. | Odessa | 80004099 |              |